# 비폭력대화

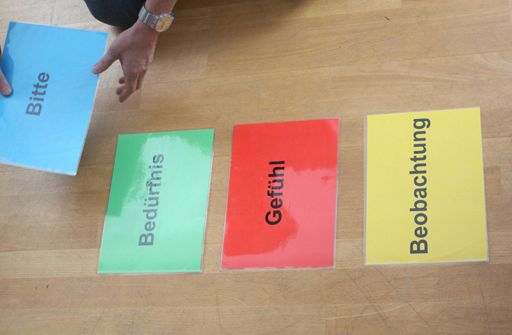

비폭력대화(NonViolent Communication: NVC)는 마음에서 우러나는 의사소통을 위한 대화 방법이다.
NVC는 미국의 영어: 마셜 로젠버그 박사에 의해 최초로 제창되었다.
현재는 다양한 곳에서 비폭력대화를 배울 수 있다. 비폭력평화물결, 광주비폭력평화교육센터, 비폭력대화연구소 등이다.
비폭력대화의 모델은 ‘관찰 - 느낌 - 욕구/필요 - 부탁’이라는 절차를 거친다. 상대의 행동이나 말을 비디오로 찍은 듯 관찰하여, 그것을 보거나 들은 나 자신의 내면에 든 느낌을 확인한 다음 그 느낌 뒤에 존재하는 필요를 확인하여 상대방에게 자신의 필요를 충족할 수 있도록 전달한다는 것이다. 각각의 단계는 고정적이거나 반드시 순서를 지켜야 하는 것은 아니지만, 하나의 언어를 습득하듯 연습하는 것이 중요하다. 그러나 무엇보다 비폭력대화의 핵심은 기술이 아니라 마음태도이다.

## 비폭력대화의 구성
- 관찰: 어떤 상황에서 있는 그대로 무엇이 일어나고 있는가를 관찰
- 느낌: 그 행동을 보았을 때의 느낌
- 욕구: 자신이 포착한 욕구와 연결되는지 표현
- 부탁: 내 삶을 더 풍요롭게 하기 위해서 다른 사람이 해 주기를 바라는 것

## 참고
- 한국비폭력대화교육원: https://www.krnvcedu.com/
- 한국비폭력대화센터: https://www.krnvc.org/
- 한국비폭력대화출판사: https://www.krnvcbooks.com/
- 리플러스 인간연구소(박재연): https://replushumanlab.com/
- 아하 가족성장연구소(김온양, 이화자 박사): http://ahafamily.org/
- 마음대화 연구소(이민식 박사): http://www.maumsarang.or.kr/lab/change.html
- 비폭력대화 연구소(이연미 박사): https://m.blog.naver.com/PostList.naver?blogId=institutenvc&tab=1